# Клочко Андрій Андрійович
Андрій Андрійович Клочко — український політик, громадський діяч. Народний депутат Верховної ради України від «Слуги народу» IX скликання.

## Життєпис
Народився 16 березня 1981 року в Києві.
Голова Комітету Верховної ради з питань організації державної влади, місцевого самоврядування, регіонального розвитку та містобудування. Заступник члена Постійної делегації у Парламентській асамблеї НАТО.
Ще за місяць до обрання був названий кандидатом на посаду голови комітету держбудівництва, місцевого самоврядування у Верховній раді IX скликання, але 29 серпня 2019 року очолив Комітет Верховної Ради України з питань організації державної влади, місцевого самоврядування, регіонального розвитку та містобудування.
Голова Житомирської обласної організації партії «Слуга народу». Член Ради Будівельної палати України.

## Освіта
- У 1987—1998 роках навчався в середній загальноосвітній школі I-III ступенів № 264 з поглибленим вивченням англійської мови Деснянського району міста Києва під керівництвом директора — Бугайової Людмили Миколаївни та при класному керівництві педагога з світової літератури — Арсенюк Людмили Андріївни[7][8].
- У 1998—2004 роках пройшов навчання на факультеті електроніки НТУУ «Київський політехнічний інститут», отримав кваліфікацію «Інженер-електронік» за спеціальністю «Фізична та біомедична електроніка».
- У 2003 році пройшов військову підготовку у Військовому інституті телекомунікацій та інформатизації та отримав військове звання «Молодший лейтенант».
- 2003—2005 роки — навчання на факультеті «Економіка підприємства» Української академії менеджменту й бізнесу, отримав кваліфікацію «Спеціаліст з економіки».
- У 2010 році закінчив з відзнакою Міжнародний інститут менеджменту і здобув кваліфікацію магістра бізнес-адміністрування (MBA).
- З вересня 2017 року — аспірант[9] Національної академії державного управління при Президентові України.
- З 2019 року — аспірант Львівського національного університету.

## Трудова діяльність
Займався підприємницькою діяльністю (виробництво та продаж) у сфері оптової та роздрібної торгівлі книжковою продукцією.
У 2008—2011 роках очолював департамент продажів медіахолдингу «Главред-Медіа».
2009—2013 — керівник книжкового проєкту «Читайка».
У 2013—2018 роках працював на низці управлінських посад у сфері переробки та дистрибуції в Україні та за кордоном сільськогосподарської продукції.
До обрання в Народні депутати України був помічником проректора та провідним спеціалістом відділу міжнародних відносин у Київському національному університеті будівництва й архітектури.
Був одним із засновників Торгового дому «Інтелферт Україна» та «Райдуга Україна». Вийшов із складу засновників після обрання Народним депутатом України.

## Політика
2014 балотувався до Верховної Ради по 217-му виборчому округу (Київ, Оболонь).
2015 — балотувався до Київської міської ради (Дніпровський район).
2019 — № 83 у списку партії «Слуга народу» на позачергових виборах до Верховної Ради пройшов до парламенту.
У складі ВРУ є головою комітету з організації державної влади, місцевого самоврядування, регіонального розвитку та містобудування.
Учасник делегації у Парламентській асамблеї НАТО, є співголовою групи з міжпарламентських зв'язків з Фінляндією, секретар групи зв'язків із Кореєю і заступник співголови групи зв'язків із Японією. Входить до груп міжпарламентських зв'язків з Австралією, Катаром, Швецією, Норвегією, Британією.
Є керівником Підкомітету з питань державного архітектурно-будівельного контролю та нагляду, ліцензування і страхування у будівництві.

## Громадська діяльність
Віцепрезидент Федерації петанку, голова суддівського комітету федерації, співзасновник Школи політичних лідерів. Колишній керівник ГО «Коло».

## Особисте життя
Одружений, виховує двох дітей — сина Адріана та доньку Евеліну.
Мати Наталя Клочко і сестра Олена Грузицька — одні з найближчих родичів, на яких Андрій Клочко записав значну частину своєї нерухомості та іншого майна.

## Статки
Більшість статків нардепа задекларовано на його дружину, матір і сестру. Так, дружина задекларувала 3,3 млн грн доходів за 2020 рік.

### Нерухомість
Більша частина нерухомості записана на матір і сестру. За деклараціями, Андрій не має власного житла.
У 2019 році, коли Клочко став депутатом, його 70-річна мати «купила» землю в елітному поселенні «Полісся-2006» біля Києва (село Блиставиця) за 2 млн грн. 2021 року мати «купила» таунхауз Viva Village Town на 150 м² у селі Перемога біля Броварів за 2 млн грн. Остання «купівля» — 2 квартири (67,7 м² і 199,4 кв.м) у столичному ЖК «Рів'єра» за 9,5 млн грн.
Клочко пояснив «купівлю» елітної нерухомості матір'ю тим, що їй допомагає сестра. При цьому, сестра живе на Троєщині, має у власності недороге авто, як і її чоловік. Бізнесу ніхто з членів родини Клочка не має.
У серпні 2021 року сестра купила елітну квартиру за 4 млн грн в тому ж ЖК, що й матір. Також вона купила квартиру у Крюківщині за 1 млн грн і на Троєщині за 2,5 млн.

### Автопарк
Їздить на чорному 500-му Мерседесі 2011 року випуску та Tesla Model X. Автівки записані на сестру та матір.
Задекларував два «Запорожця», Volkswagen Touareg 2011 року випуску та Toyota RAV4 2016-го року.
У 2021 році родина Клочка придбала Nissan Leaf 2012-го та Mercedes S63 2014 року випуску.

## Скандали, розслідування
Попри розслідування Bihus.Info про наявність у сім'ї Клочка елітної нерухомості та автопарку, походження яких він не може пояснити, партія Слуга народу та антикорупційні органи жодним чином не відреагували. Розслідування було опубліковано 7 вересня та 11 жовтня 2021 року. Клочко заявив, що родичів безпідставно звинуватили, та що він не купував нерухомість матері, а це зробила сестра.
Був ініціатором скандального законопроєкту 7654 який скасовує вимогу до директора Національного антикорупційного бюро не співпрацювати з політичними партіями або бути їхнім членом.
6 вересня журналіст Юрій Бутусов написав, що ухвалення законопроєкту 7654 який просувають Слуги народу — це  підрив довіри наших союзників та антикорупційної реформи, яку держава та суспільство будували майже 8 років. В якому покликався на твіт організації.
|               | Посли G7 як давні прибічники боротьби з корупцією стурбовані законопроєктом #7654, за яким ми уважно слідкуємо: він створює правові ризики та невизначеність навколо процедур відбору керівництва ключових антикорупційних інституцій |
| — G7, Twitter | |

У вересні 2022 року виступив автором законопроєкту №7654 «Про внесення змін до деяких законів України стосовно уніфікації вимог до керівників окремих державних органів», який за словами G7 «створює правові ризики та невизначеність навколо процедур відбору керівництва ключових антикорупційних інституцій».

### Незаконне збагачення
Розслідуванням було встановлено, що 2020-2021 року Клочко отримав у власність активів на 25 млн грн, а саме: 5 квартир у Києві, 3 земельні ділянки у Київській області, 2 нежитлові приміщення, автомобілі Tesla та Mersedes-Benz. Переважну частину майна він оформив на близьких родичів. 2 травня 2024 року Клочку повідомлено про підозру у незаконному збагаченні на понад 11 млн грн.
10 травня Антикорупційний суд обрав Клочку запобіжний захід із заставою в 12 млн грн.

## Курйози
Восени 2021 року на депутата в соцмережах малювали фотожаби після того, як журналісти дізналися, що у його матері є елітної нерухості на 14 млн грн, а він це невдало пояснював. Серед підписів: «Син маминої подруги», «Дуже люблю маму!», «#мама любит элитную недвижимость», «#мама любит скорость, а ще землю квартири та будинки», «мама на мільйон». Деякі фотожаби були із Дубінським, який подібним чином пояснював ще більші статки та автопарк своє матері.
Зі слів Борислава Берези, народного депутата 8 скликання, НАБУ і НАЗК повірили в те, що депутатські статки зароблені чесно, оскільки не розглядали справу проти нього.